# Дорінел Мунтяну
Дорінел Мунтяну (рум. Dorinel Munteanu, нар. 25 червня 1968, Гредінарі) — румунський футболіст, півзахисник. По завершенні ігрової кар'єри — футбольний тренер. 
Як гравець насамперед відомий виступами за клуб «Кельн», а також національну збірну Румунії. Рекордсмен румунської збірної за кількістю проведених у її складі матчів (134).
Дворазовий чемпіон Румунії. Чемпіон Румунії (як тренер).

## Клубна кар'єра
Вихованець футбольної школи клубу «Металул Бокша». Дорослу футбольну кар'єру розпочав 1986 року в основній команді того ж клубу, в якій провів один сезон.
Згодом з 1987 по 1995 рік грав у складі команд клубів «Решица», «Олт», «Інтер» (Сібіу), «Динамо» (Бухарест) та «Серкль». Протягом цих років виборов титул чемпіона Румунії.
Своєю грою за останню команду привернув увагу представників тренерського штабу німецького клубу «Кельн», до складу якого приєднався 1995 року. Відіграв за кельнський клуб наступні чотири сезони своєї ігрової кар'єри. Більшість часу, проведеного у складі «Кельна», був основним гравцем команди.
Протягом 1999—2007 років захищав кольори клубів «Вольфсбург», «Стяуа», «ЧФР Клуж» та «Арджеш». Протягом цих років додав до переліку своїх трофеїв ще один титул чемпіона Румунії.
Завершив професійну ігрову кар'єру у клубі «Васлуй», за команду якого виступав протягом 2007—2008 років.

## Виступи за збірну
1991 року дебютував в офіційних матчах у складі національної збірної Румунії. Протягом кар'єри у національній команді, яка тривала 17 років, провів у формі головної команди країни 134 матчі (що є найбільшим показником серед усіх гравців в історії румунської збірної), забивши 16 голів.
У складі збірної був учасником чемпіонату світу 1994 року у США, чемпіонату Європи 1996 року в Англії, чемпіонату світу 1998 року у Франції, чемпіонату Європи 2000 року у Бельгії та Нідерландах.

## Кар'єра тренера
Розпочав тренерську кар'єру, ще продовжуючи грати на полі, 2005 року, очоливши тренерський штаб клубу «ЧФР Клуж».
Надалі очолював команди клубів «Арджеш», «Васлуй», «Стяуа» та «Університатя» (Клуж-Напока). З 2009 року очолював тренерський штаб команди «Оцелул», в якій пропрацював три роки.
У листопаді 2012 року був представлений новим головним тренером "бухарестського «Динамо», проте вже за місяць пішов у відставку і 28 грудня 2012 року був призначений очільником тренерського штабу російської «Мордовії». Однак вже влітку наступного року став головним тренером іншого російського клубу, «Кубань», де, утім, також надовго не затримався.
Надалі без особливих досягнень працював у Азербайджані з «Габалою», на батьківщині з «Астрою» (Джурджу) і «Решицею», а також  з іракським «Заху».
Наразі останнім місцем тренерської роботи була «Конкордія» (Кіажна), головним тренером якої Мунтяну був з вересня 2018 по січень 2019 року.

### Тренерська статистика
Станом на 7 січня 2019 року
| Команда                      | З                 | По             | Статистика | Статистика | Статистика | Статистика | Статистика | Статистика | Статистика | Статистика |
| Команда                      | З                 | По             | І          | В          | Н          | П          | Г+         | Г-         | РГ         | %В         |
| ---------------------------- | ----------------- | -------------- | ---------- | ---------- | ---------- | ---------- | ---------- | ---------- | ---------- | ---------- |
| ЧФР (Клуж-Напока)            | 1 липня 2005      | 2 жовтня 2006  | 40         | 20         | 10         | 10         | 58         | 38         | +20        | 50,00      |
| «Арджеш»                     | 5 жовтня 2006     | 26 квітня 2007 | 18         | 3          | 7          | 8          | 12         | 17         | −5         | 16,67      |
| «Васлуй»                     | 1 липня 2007      | 5 квітня 2008  | 26         | 11         | 9          | 6          | 39         | 22         | +17        | 42,31      |
| «Університатя» (Клуж-Напока) | 26 серпня 2008    | 26 жовтня 2008 | 10         | 5          | 1          | 4          | 12         | 12         | +0         | 50,00      |
| «Стяуа»                      | 27 жовтня 2008    | 15 грудня 2008 | 5          | 1          | 4          | 0          | 4          | 3          | +1         | 20,00      |
| «Університатя» (Клуж-Напока) | 1 квітня 2009     | 30 червня 2009 | 12         | 4          | 5          | 3          | 14         | 9          | +5         | 33,33      |
| «Оцелул»                     | 8 липня 2009      | 30 серпня 2012 | 140        | 79         | 28         | 33         | 156        | 112        | +44        | 56,43      |
| «Динамо» (Бухарест)          | 15 листопада 2012 | 27 грудня 2012 | 4          | 2          | 2          | 0          | 8          | 5          | +3         | 50,00      |
| «Мордовія»                   | 28 грудня 2012    | 5 червня 2013  | 11         | 3          | 2          | 6          | 12         | 16         | −4         | 27,27      |
| «Кубань»                     | 6 червня 2013     | 12 жовтня 2013 | 18         | 7          | 5          | 6          | 20         | 20         | +0         | 38,89      |
| «Габала»                     | 14 червня 2014    | 8 грудня 2014  | 16         | 4          | 5          | 7          | 18         | 26         | −8         | 25,00      |
| «Астра»                      | 7 липня 2015      | 3 січня 2016   | 23         | 14         | 6          | 3          | 60         | 30         | +30        | 60,87      |
| «Заху»                       | 5 лютого 2017     | 8 травня 2017  | 12         | 10         | 1          | 1          | 32         | 18         | +14        | 83,33      |
| «Решиця»                     | 10 листопада 2017 | 29 червня 2018 | 35         | 21         | 8          | 6          | 53         | 29         | +24        | 60,00      |
| «Конкордія» (Кіажна)         | 17 вересня 2018   | 7 січня 2019   | 15         | 3          | 4          | 8          | 11         | 26         | −15        | 20,00      |
| Усього                       | Усього            | Усього         | 385        | 187        | 97         | 101        | 509        | 383        | —          | 48,57      |

## Титули і досягнення

### Як гравця
- Чемпіон Румунії (2):

«Динамо»: 1991-92
«Стяуа»: 2004-05

### Як тренера
- Чемпіон Румунії (1):

«Оцелул»: 2010-11
- Володар Суперкубка Румунії (1):

«Оцелул»: 2011